# Vindobonella leopoldina
Vindobonella leopoldina är en urinsektsart som beskrevs av Andrzej Szeptycki och Christian 200. Vindobonella leopoldina ingår i släktet Vindobonella och familjen lönntrevfotingar. Inga underarter finns listade i Catalogue of Life.